# Katarina I. Ruska
Katarina I. (rusko Екатерина I Алексеевна), ruska carica, * 16. april (5. april, ruski koledar) 1684, Latvija, † 17. maj (6. maj) 1727, Sankt Peterburg.
Katarina I. je vladala Rusiji od leta 1725.

## Mladost in položaj ob Petru Velikem
Katarina je bila po rodu iz današnje Litve, ki ji je tedaj vladala Švedska. Od štirinajstega leta jo je vzgajal luteranski duhovnik. Sedemnajstletna se je poročila s švedskim vojakom, ki je kmalu za tem padel v boju proti Rusom za mesto Alūksne (50 km vzhodno od Rige). Rusi so mesto razdejali in prebivalce odpeljali v suženjstvo. Med njimi je bila Marta Elena Skavronska, ki je kot vojni plen pripadla vojskovodji grofu Šeremetevu, dokler mu je ni prevzel carjev zaupnik knez Menšikov. Pri njem jo je opazil Peter Veliki in se vanjo zaljubil. Odtlej ga je spremljala do konca njegovega življenja. Na Petra je delovala pomirjujoče in mu dajala samozavest ob težkih odločitvah. Po rojstvu prvega otroka je prevzela pravoslavno vero in ime Katarina Aleksejevna. Leta 1712 se je Peter z njo poročil in jo leta 1725 kronal za carico-soprogo.
Katarina je Petru rodila 12 otrok, vendar so vsi razen dveh umrli zelo mladi. Mladost sta preživeli:
- Ana Petrovna (* 1708; † 1728), kasneje mati prestolonaslednika Petra III. in
- Elizabeta Petrovna (*1709; † 1762), kasnejša ruska carica.

Peter Veliki je izdal zakon, po katerem car imenuje svojega naslednika; vendar sam tega ni storil. Tako sta si ob njegovi smrti stali nasproti dve interesni skupini. V prvi so bili vplivni bojarji in staro rusko plemstvo, ki je želelo, da prestol nasledi Peter Aleksejevič, sin umrlega (ubitega) carjeviča Alekseja (sina Petra Velikega in njegove prve žene Jevdokije Lopuhine). Drugo skupino so tvorili tujci in dostojanstveniki, ki jih je pripeljal na položaje Peter Veliki, med njimi tudi tisti Rusi, ki so sodelovali pri Aleksejevi smrtni obsodbi; najvplivnejši med njimi je bil knez Menšikov, ki se je bal, da bi lahko izgubil vpliv, imetje ali morda celo glavo, če bi prišel na prestol desetletni Peter Aleksejevič. Ta, druga skupina, ki je imela dejansko oblast v Rusiji, si je želela da bi prišla na prestol Katarina.
V noči po Petrovi smrti (8. februar oz. 28. januar 1725) so se na carskem dvoru zbrali dostojanstveniki senata in svetega sinoda in razpravljali o nasledstvu. Ko je razprava dosegla vrhunec, so odločitev pospešili oficirji dvorne garde z grožnjo bojarjem, "da jim bodo razbili glave", če Katarina ne bo izbrana. Katarina je imela podporo vojske ves čas vladanja.

## Carica Rusije
Za velik del tradicionalne Rusije je bil izbor ženske, tujke in bivše sužnje skoraj žalitev. Tudi evropski dvori niso bili navdušeni nad izborom. Hčerko Ano je sicer lahko poročila z vojvodo Holsteinskim, kakor se je že dogovoril Peter, hčerke Elizabete, za katero si je želela kakega princa iz francoske kraljeve hiše, pa ji ni uspelo poročiti.
Katarina je na čelo države postavila vrhovni tajni svet, v katerega je imenovala šest nekdanjih Petrovih sodelavcev, med katerimi je bil najvplivnejši knez Menšikov. Na svet je prenesla večino vladnih poslov in s tem odvzela avtoriteto senatu in sveti sinodi, v katerih so bili zbrani najvišji posvetni in cerkveni veljaki, ki so imeli v Petrovem času poleg carja največji vpliv. Sama se je predala družabnemu življenju.
Menšikov je svoj vplivni položaj, ki ga je imel v državi pod Petrom Velikim, še bolj utrdil. Ukinil je preiskave, ki jih je Peter malo pred svojo smrtjo vpeljal proti njemu, pregnal mnoge svoje sovražnike v Sibirijo, si prisvojil glavno mesto kozaškega hetmanata v Ukrajini Baturin in se začel obnašati kot neodvisen vladar Ukrajine. Po drugi strani je zmanjšal ogromne davke, ki jih je vpeljal Peter in s tem omogočil ruskemu kmetstvu predah od velikih državnih obremenitev. Kot sposoben vojskovodja se je zavedal, da so kmetje baza za nabor vojakov.
V času Katarine I. so se nadaljevali mnogi Petrovi načrti. Leta 1726 je bila ustanovljena v Petrogradu akademija znanosti. Kapitan Bering je bil poslan na Kamčatko, kjer je odkril Beringov preliv. V zunanji politiki je Rusija leta 1726 sklenila zvezo z Avstrijo, med tem pa sta se zbližali Poljska in Francija.
Tik pred smrtjo je Katarina določila za naslednika Petrovega vnuka iz njegovega prvega zakona, Petra Aleksejeviča (če ta zaradi kakršnihkoli razlogov ne bi mogel vladati, bi bili na vrsti njeni hčeri Ana Holsteinska in Elizabeta). V regentski svet mladoletnega Petra je uvrstila svoji hčeri Ano in Elizabeto, Aninega moža vojvodo Holsteinskega in osem ruskih veljakov, med njimi kneza Menšikova.